# Museo Arqueológico de Tirreo
El Museo Arqueológico de Tirreo es un museo de Grecia ubicado en la localidad de Tirreo, perteneciente a la región de Acarnania. Fue creado en 1961 por iniciativa del arqueólogo Eftimios Mastrokostas.
La colección contiene una serie de piezas de la antigua ciudad de Tirión y de otros lugares diversos de la región de Acarnania que incluyen esculturas, relieves, piezas de cerámica —principalmente del periodo helenístico— objetos de metal de uso cotidiano, un reloj de sol, monedas, estelas funerarias, mosaicos y miniaturas. Entre las inscripciones epigráficas que exhibe destaca un tratado entre los etolios y los romanos del 212 a. C. y otra de una alianza entre Tirión y los romanos del 94 a. C.